# USP25
USP25‏ (Ubiquitin specific peptidase 25) هوَ بروتين يُشَفر بواسطة جين USP25 في الإنسان.